# Drapeau du Sri Lanka
Le drapeau du Sri Lanka, également appelé drapeau du Lion, est le drapeau civil, le drapeau d'État et le pavillon marchand de la République socialiste démocratique du Sri Lanka. Il est adopté en 1948 et a subi depuis plusieurs modifications mineures, pour être adopté sous sa forme actuelle le 22 mai 1972.
Il se compose d'un lion d'or, tenant une épée (Kastane) dans sa patte avant droite, devant un fond pourpre à quatre feuilles de pipal dans chaque coin, qui représentent les feuilles de l'arbre sous lequel Gautama Bouddha se plaisait à méditer. Les bandes verticales verte et orange à la hampe représentent les minorités musulmane et hindouiste. Le motif principal au lion représente la tradition bouddhiste de la majorité de la population. Le lion passant armé sur fond pourpre était l'emblème des anciens rois de Kandy.

Pavillon de la marine de guerre.

## Pavillon naval
À l'instar de plusieurs pays issus du Commonwealth, le pavillon maritime de guerre est un White Ensign avec en canton le drapeau national. On peut cependant remarquer l'absence de la croix de saint Georges.

## Histoire

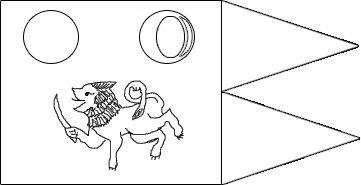
Drapeau attribué au roi légendaire Dutugemunu.

Lorsque Vijaya, le premier roi du Sri Lanka, arriva sur l'île en provenance de l'Inde en 486 avant notre ère, il apporta avec lui un drapeau comportant le symbole d'un lion. Depuis lors, l'emblème du lion a joué un rôle important dans l'histoire du Sri Lanka. Il a été largement utilisé par les monarques qui ont succédé au roi Vijaya et est devenu un symbole de courage, de liberté et d'espoir. Quand le roi légendaire Dutugemunu se lança dans sa campagne pour défaire le roi tamoul Elara, qui occupait une partie du Sri Lanka, il portait avec lui une bannière représentant un lion tenant une épée dans sa patte antérieure droite et deux autres symboles, le Soleil et la Lune.

Drapeau de la Ceylan britannique, 1815 - 1948

Cette bannière est restée en usage jusqu'à la fin du règne de Sri Vikrama Rajasinha, dernier souverain du Royaume de Kandy déposé le 2 mars 1815 par la convention de Kandy, par laquelle la noblesse du pays proclamait George III roi de Ceylan, et remplaçait le drapeau du Lion par le drapeau du Royaume-Uni comme drapeau national. Le gouvernement de Ceylan utilisait son propre drapeau. Le drapeau du Lion fut emporté en Angleterre et conservé à Hôpital royal de Chelsea. Au fil des années, l'aspect de ce drapeau fut oublié par les sri-lankais.

Drapeau de Ceylan (1948-1951).

Puis, comme le mouvement d'indépendance au Sri Lanka gagnait en puissance au cours du XXe siècle, E.W. Perera, une figure marquante du mouvement d'indépendance, découvrit le drapeau du Lion original, gardé à Chelsea, avec l'aide de D.R. Wijewardene, le magnat de la presse. Une illustration de celui-ci fut ensuite publiée dans une édition spéciale du journal Dinamina  pour marquer les 100 ans de la fin de l'indépendance du Sri Lanka. Le drapeau du Lion devint alors un grand sujet d'intérêt pour le public, qui, pour la première fois depuis la chute du royaume de Kandy, redécouvrait le motif original du drapeau sri-lankais.

Drapeau de Ceylan (1951-1972).

En 1948, le drapeau a été adopté comme drapeau national du Royaume de Ceylan. Il a depuis subi plusieurs changements, en 1953 et à nouveau en 1972. Cette année-là, quatre feuilles de pipal ont été ajoutées aux quatre coins du drapeau, en remplacement des symboles représentant des fers de lance. Cette modification fut effectuée sous la direction de Nissanka Wijeyeratne, à l'époque Secrétaire permanent au Ministère des affaires culturelles et Président du Comité de l'emblème nationale et de l'élaboration du drapeau. Les quatre feuilles de pipal ajoutées par Wijeyeratne reflètent les principes essentiels de Mettha (bonté), Karuna (compassion), Upeksha (équanimité) et Muditha (le bonheur),.

## Symbolique
Le drapeau national du Sri Lanka représente le pays et son patrimoine en tant que symbole de ralliement, intégrant les minorités au groupe ethnique majoritaire. La plupart des symboles du drapeau possède un sens distinctif.
| Symbole                                 | Signification |
| --------------------------------------- | --- |
| Le lion                                 | L'origine cingalaise et la force de la nation. |
| Les feuilles de Bo                      | Le bouddhisme et son influence sur la nation. Ils représentent aussi les quatre vertus de la gentillesse, l'amabilité, le bonheur et la sérénité. |
| L'épée du lion                          | La souveraineté de la nation. |
| Les cheveux bouclés sur la tête de lion | La pratique religieuse, la sagesse et la méditation.                                                                                              |
| La barbe du lion                        | La pureté des mots. |
| La poignée de l'épée                    | Les éléments de l'eau, le feu, l'air et la terre.                                                                                                 |
| Le nez du lion                          | L'intelligence. |
| Les deux pattes de devant du lion       | La pureté dans la possession des richesses. |
| La bande verticale orange               | L'ethnie tamoule. |
| La bande verticale verte                | La foi musulmane et l'ethnie maure. |
| La bordure jaune autour du drapeau      | Les gens d'autres cultures vivant au Sri Lanka.                                                                                                   |
| Le fond bordeaux                        | Les autres religions minoritaires et les groupes ethniques portugais et hollandais. Se réfère également au riche héritage colonial du pays.       |